# Hovhannes Goharyan
Hovhannes Gewowši Goharyan (in armeno Հովհաննես Գևուշի Գոհարյան?, in russo Оганес Гевушович Гоарян?, Oganes Gevušovič Goarjan; Gavar, 18 marzo 1988) è un ex calciatore russo naturalizzato armeno, di ruolo attaccante.

## Palmarès

### Club

#### Competizioni nazionali
- Campionato armeno: 1

P'yownik: 2010
- Coppa d'Armenia: 1

P'yownik: 2010
- Supercoppa d'Armenia: 1

P'yownik: 2010
- Campionato bielorusso: 2

BATE: 2009, 2010
- Coppa di Bielorussia: 1

BATE: 2009-2010
- Supercoppa di Bielorussia: 1

BATE: 2010